# Lajinha
Lajinha este un oraș în Minas Gerais (MG), Brazilia.